# Offiziersskat

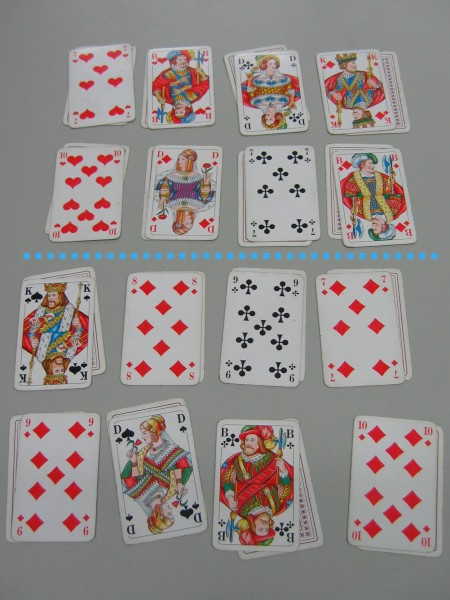
Eine Ausgangssituation beim Offiziersskat

Offiziersskat, auch Zweimann-Skat, Skat zu zweit, Seemannsskat, Bauernskat, Räuberskat oder Kutscherskat genannt, ist ein Karten-Stichspiel für zwei Personen, das an die Regeln des Skat-Spiels angelehnt ist. Gespielt wird mit einem deutschen oder französischen Skatblatt mit 32 Karten und man spielt mit teils offenen und teils verdeckten Karten. Wie beim Skat werden zur Ermittlung des Gewinners Stiche ausgeführt und gezählt.
Es gibt einige lokale Varianten des Spiels, die sich vor allem in der Zahl aufgedeckter/verdeckter Karten und der Berechnung der Punkte unterscheiden.

## Spielweise
Das Spiel wird mit zwei Spielern gespielt, die jeweils zwei verdeckte und darüber zwei offene Kartenreihen zu jeweils vier Karten vor sich ausliegen haben. Jeder Spieler spielt entsprechend mit 16 Karten und über 16 Stiche. Je nach Ansage wird das Spiel mit einer Trumpffarbe (Farbspiel), ohne Trumpffarbe (Grand) oder vollständig ohne Trümpfe (Ramsch) gespielt. Ein Nullspiel, wie dies beim Skat vorhanden ist, ist je nach Regelvariante ebenfalls möglich.

### Austeilen

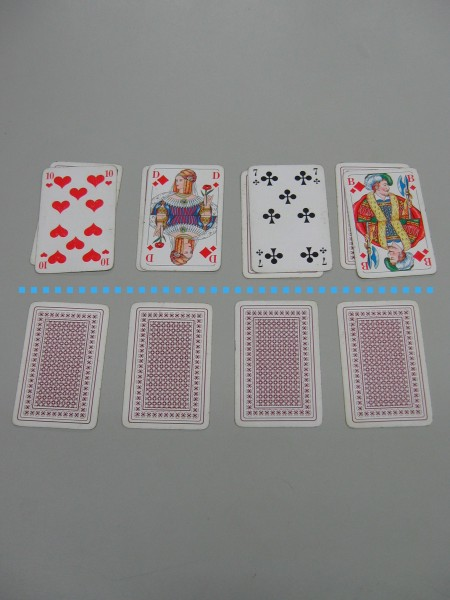
Während des Austeilens: Der Gegner (hinten) des Gebenden wählt die Trumpffarbe

Der Geber mischt die Karten, der Mitspieler muss abheben. Der Geber teilt danach dem anderen Spieler (Vorhand bzw. dem „Älteren“ oder dem Ansager) und sich selbst jeweils vier Karten aus, die verdeckt vor die Spieler gelegt werden. Anschließend erhält der Mitspieler vier offene Karten auf seine verdeckten. Nun muss der Mitspieler eine Kartenfarbe (Kreuz , Pik , Herz  oder Karo ) als Trumpf festlegen.
Nach der Festlegung der Trumpffarbe erhält auch der Geber vier offene Karten auf seine Karten. Er kann „kontra“ ansagen, wenn er davon ausgeht, dass sein Mitspieler das Spiel nicht gewinnen wird. Die restlichen 16 Karten werden als je vier weitere verdeckte und offene Karten vor die Spieler gelegt (siehe Varianten). Hat der Geber nach Erhalt seiner ersten 4 offenen Karten „kontra“ angesagt, kann der Mitspieler, nachdem er 4 weitere offene Karten erhalten hat, als Antwort „re“ ansagen und damit signalisieren, dass er das Spiel trotz Widerspruch gewinnen wird.

### Trümpfe
Ähnlich wie beim Skat wird eine der vier Farben als Trumpf neben den Bauern bzw. Buben festgelegt. Alternativ kann der Spieler auch einen Grand ansagen und damit nur die Bauern als Trümpfe festlegen. Wie beim Farbspiel im Skat sind die vier Bauern in der Reihenfolge Kreuz, Pik, Herz und Karo die obersten Trümpfe, danach folgen Ass, 10, König, Dame, 9, 8 und 7 der festgelegten Farbe.
Die Trumpffarbe legt gleichzeitig auch den Spielwert mit 24 (Grand), 12 (Kreuz), 11 (Pik), 10 (Herz) oder 9 (Karo) Punkten fest. Es besteht auch die Möglichkeit, sich für Ramsch zu entscheiden, d. h., es gewinnt der Spieler, der die wenigsten Punkte erhält.

### Das Spiel
Der Spieler, der den Trumpf festgelegt hat, beginnt das Spiel mit dem Ausspielen einer seiner offenen Karten. Trumpf bzw. Farbe müssen von dem Gegenspieler bedient werden. Wer nicht bedienen kann, also „skat“ oder „blank“ ist, kann eine Karte abwerfen (eine beliebige Karte abgeben) oder im Falle einer ausgespielten Farbe trumpfen (mit einem Trumpf einstechen und die Karte gewinnen). Hier gelten die von Skat bekannten Regeln für Farbspiele, Grand und Ramsch.
Nach jedem Stich werden die vorher verdeckt liegenden Karten offengelegt. Derjenige, der den Stich gewonnen („gemacht“) hat, spielt die nächste Karte aus.

### Spielende und Wertung
Das Spiel endet, wenn alle 16 Stiche gemacht wurden, danach werten beide Spieler die von ihnen gewonnenen Karten. Das Spiel gewinnt der Spieler, der insgesamt die meisten Punkte gemacht hat. Da der Gesamtwert aller Karten 120 Punkte sind, trifft dies bei 61 oder mehr Punkten zu. Die Karten haben die von Skat bekannten Wertigkeiten 11, 10, 4, 3 und 2 Punkte (A, 10, K, D, B), die Zahlenwerte 7, 8 und 9 zählen nicht. Haben beide Spieler 60 Punkte erreicht, dann gewinnt der Spieler, der nicht den Trumpf festgelegt hat (Ansager).
Der Ansager bekommt je nach Gewinn oder Verlust Punkte aufgeschrieben. Diese berechnen sich wie bei den normalen Spielen bei Skat aus der Zahl der Buben von Kreuz beginnend, die man ununterbrochen hat oder nicht hat plus 1, multipliziert mit dem durch die Trumpffarbe festgelegten Grundspielwert (9, 10, 11, 12 oder 24). Hat der Gegenspieler weniger als 30 Punkte erreicht (Schneider) oder sogar gar keine Punkte (Schwarz) verdoppeln sie jeweils die Punktzahl (Schneider doppelt, Schwarz vierfach). Hat der trumpfansagende Spieler verloren, so werden ihm die gesamten Punkte verdoppelt negativ aufgeschrieben.
Manche berechnen die Punkte mit weiteren Spitzen, sodass bei einem Spiel mit Kreuz-, Pik-, Herz- und Karobube sowie Trumpf-Ass dann mit 5, gespielt 6, mal Spielgrundwert gerechnet wird. Äquivalent auch bei der „ohne...“-Berechnung.
Daneben gibt es auch vereinfachte Formen der Spielbewertung:
- ein gewonnenes Spiel entspricht dem Grundspielwert, verdoppelt bei Schneider, unabhängig von den Trumpf-Bauern.[4]
- ein gewonnenes Spiel wird mit der erreichten Punktezahl abgerechnet.[2]
- Jedes gewonnene Spiel bringt 2 Punkte. Wird Schneider bzw. Schwarz gespielt, gibt es stattdessen 3 bzw. 4 Punkte. Bei Unentschieden erhalten beide Spieler je 1 Punkt.

## Varianten

### Passen
Je nach Absprache kann ein Spiel auch mit Passen bei der Trumpfansage gespielt werden. Passt der eigentliche Ansager, so kann der Geber einen Trumpf bestimmen, nachdem beide Spieler jeweils vier offene Karten vor sich ausliegen haben. Passen beide Spieler, wird die Runde als Ramsch gespielt.

### Mit den Karten auf der Hand (Harlekinskat)
Die Besonderheit des Harlekinskat besteht in der Tatsache, dass man nur die Hälfte seiner eigenen Karten kennt, dafür aber auch die Hälfte der Karten des Gegners. Der Gegner sieht genau diese Karten nicht, dafür aber alle anderen.
Die Vorteile von Harlekinskat liegen darin, dass man zum einen weniger Platz braucht, um es zu spielen, zum anderen in einer größeren taktischen Tiefe, da man Karten des Gegners kennt, bevor dieser sie sieht. 
Es gelten dieselben Regeln wie bei Offiziersskat. Allerdings werden die Karten nicht auf dem Tisch verteilt, sondern wie folgt auf die Hand genommen:
Die Karten werden als Stapel in die Mitte gelegt. Die Spieler ziehen nun abwechselnd je eine Karte. Die erste Karte wird ganz normal aufgenommen. Die zweite Karte wird nicht angesehen, sondern verkehrtherum hinter die andere gesteckt, so dass sie nur vom Gegner sichtbar ist. Die dritte Karte wird dann wieder normal aufgenommen, die vierte kommt wiederum verkehrt hinter die dritte usw. Sprich: „Eine zum Sehen, eine zum Drehen!“ Die Spieler nehmen so ihre jeweils ersten acht Karten auf, von denen sie vier ganz normal sehen, die anderen vier aber nur vom Gegner gesehen werden. Der Startspieler sagt nun Trumpf an. Dann werden die restlichen Karten nach demselben Schema gezogen, so dass nun jeder acht seiner Karten sieht und acht des Gegners. Spielt man eine Karte aus, so darf man die dahinter liegende zum Gegner gedrehte Karte umdrehen.
So kann man, nachdem jeder Spieler acht Karten erhalten hat (vier verdeckt, vier offen), die übrigen
Karten für auf der Hand austeilen (halb-offenes Spiel).

### Mit Reizen
Hier gibt man jedem Spieler je fünf Karten verdeckt, offen und auf die Hand. Die übrigen zwei Karten legt man als Skat bzw. „Stock“ beiseite. Trumpf und wer spielt wird dann wie von Skat her gewohnt mit Reizen festgelegt. Diese Variante wird auch Admiralsskat genannt.

### Aufgelegter Schafkopf
Der aufgelegte Schafkopf oder Aufgelegte wird traditionell mit dem bayrischen Blatt gespielt, bei dem – außer beim Grand, der hier Wenz heißt – über den Untern (Buben) auch noch die Ober (Damen) Trumpf sind. Eine Bewertung der Spiele erfolgt nicht, allenfalls wird die Zahl der gewonnenen Spiele zusammengezählt. Im Übrigen sind die Regeln identisch.
Diese Variante ist naturgemäß in den Regionen verbreitet, in denen Schafkopf häufiger gespielt wird als Skat.

## Benennung
Nach Grupp (1975) stammt der Name Offiziers-Skat daher, „dass unter Offizieren früher, als sie mit den Mannschaften nur auf dem Kasernenhof, aber nicht am Skattisch verkehrten, oft der dritte Mann fehlte.“ Daraus leitete sich eine Variante des Skat für zwei Spieler ab.
Der Name Kutscherskat leitet sich davon ab, dass Kutscher mit diesem Spiel ihre Wartezeiten überbrückt haben sollen, während die Herrschaften einem gesellschaftlichen Ereignis nachgingen. Die Karten wurden zwischen den Kutschern auf dem Kutschbock abgelegt.

## Belege
1. 1 2 3 4  Offiziers-Skat In: Claus D. Grupp: Kartenspiele. Falken-Verlag Erich Sicker, Wiesbaden 1975; S. 72–73. ISBN 3-8068-2001-5.
2. 1 2  „Skat zu weit“ In: Robert E. Lembke: Das große Haus- und Familienbuch der Spiele. Lingen Verlag, Köln o. J.; S. 230–231.
3. 1 2 3 4  Hugo Kastner, Gerald Kador Folkvord: Die große Humboldtenzyklopädie der Kartenspiele. Humboldt, Baden-Baden 2005, S. 196, ISBN 3-89994-058-X
4. 1 2  „Offiziersskat“ In: Erhard Gorys: Das Buch der Spiele. Manfred Pawlak Verlagsgesellschaft, Herrsching o. J.; S. 45.